# Величковский, Леонид Борисович
Леонид Борисович Величковский (род. 29 ноября 1965, Москва) — советский и российский музыкант, композитор и продюсер. Экс-участник групп «Биоконструктор», «Технология», продюсер Лады Дэнс, Ольги Бузовой, певицы ELLA, группы Selfie, первый продюсер групп «Стрелки» и «Вирус».

## Биография
Леонид Величковский родился в Москве. Окончил МИРЭА. Музыкой начал увлекаться ещё с детства. Позже это увлечение переросло в репертуар певицы Натальи Гулькиной, для которой в начале 90-х годов Величковский написал два цикла в стиле евродиско. В число песен Гулькиной вошло кое-что из ещё школьного периода творчества автора.
В 1987 году пришёл в синтипоп-группу «Биоконструктор» в качестве клавишника. В 1990 году после ухода из «Биоконструктора» Александра Яковлева остальные участники, пригласив на его место Владимира Нечитайло, сформировали группу «Технология», где Величковский выступил в качестве клавишника и композитора. По словам других членов группы, именно Величковский, восхищавшийся деловой хваткой продюсера Юрия Айзеншписа, свёл его с «Технологией» в декабре 1990 года. К 1992 году группа, продюсируемая Айзеншписом, выпустила два альбома и дала несколько стадионных концертов во Дворце спорта «Лужники» и в спорткомплексе «Юбилейный» (Санкт-Петербург). В 1992 году Величковский занял второе место в опросе газеты «Московский комсомолец» в номинации «Композитор года».
В 1989 году начал сотрудничество с Игорем Силиверстовым, с которым впоследствии создал ряд музыкальных проектов.
В 1991 году сотрудничал с группой «Комиссар», написав музыку шести песен из первого альбома «Наше время пришло». Всего в репертуаре группы «Комиссар» семь песен Леонида Величковского: «Нежный мотив», «Ты уйдешь», «Наше время пришло», «Все изменится», «Твой поцелуй как преступление», «Эти глаза», «Песня зовет».
В 1992 году занялся продюсированием певицы Лады Волковой (в дальнейшем известной под сценическим именем Лада Дэнс). Для Лады Величковский написал регги «Жить нужно в кайф». Несколько альбомов Лады Дэнс в середине 90-х годов были спродюсированы Величковским, на время даже прекратившим ради нового проекта сотрудничество с «Технологией». Альбом «Вкус любви» на музыку германских композиторов, по выражению самого продюсера, стал попыткой вторгнуться в шоу-бизнес Европы. С появлением новых интересов осенью 1996 года Лада Дэнс и Величковский расстались. В интервью газете «Московский комсомолец», которое она дала в 2008 году, певица подчеркнула: они с Величковским, хотя и жили вместе, официально супругами никогда не были.
в 1996 году вместе с Владимиром Нечитайло записал альбом «Это война». Последнее появление на сцене с группой «Технология» было в 2006 году на съемочной площадке фильма «Одна любовь на миллион», где группа играла самих себя образца 1993 года.
В 1997 году совместно с Игорем Силиверстовым Величковский отобрал из четырёх тысяч претенденток семь девушек для нового проекта «Стрелки». Группа, разделённая на несколько пар и солистку с балетом, выступала одновременно в нескольких залах, но, по воспоминаниям Величковского, всё равно от части приглашений приходилось отказываться. С того же 1997 года Величковский и Селивёрстов продюсировали группу «Вирус». Впоследствии, когда группа достигла успеха, был набран второй состав, и в 2003 году исполнители оригинального состава ушли от Величковского. Впоследствии было возбуждено уголовное дело о правах на название и композиции группы.
На счету Леонида Величковского уже к концу XX века было около 100 музыкальных произведений, официально зарегистрированных Российским авторским обществом. Карьеру продюсера и музыканта он завершил в 2004 году и ушёл в бизнес. В 2014 году вернулся в шоу-бизнес, а вскоре стал продюсером Ольги Бузовой.